# هولبروک، سافک
هولبروک (به انگلیسی: Holbrook) یک روستا و محله مدنی در بریتانیا است که در Babergh واقع شده‌است. هولبروک ۲٬۱۸۰ نفر جمعیت دارد.